# Kilcot
Kilcot – przysiółek w Anglii, w Gloucestershire. Leży 15,7 km od miasta Gloucester, 50,8 km od miasta Bristol i 169,4 km od Londynu. Kilcot jest wspomniana w Domesday Book (1086) jako Chilecot.